# Ircano (Tobiade)
Ircano in latino Hyrcanus, in greco antico: ῾Υρκανός?, in ebraico הורקנוס‎? (Gerusalemme, III secolo a.C. – Wadi Al-Seer, 175 a.C.) è stato un nobile ebreo antico appartenente alla famiglia dei Tobiadi signori della Ammonitide, sostenitore della Dinastia tolemaica in Palestina contro le influenze della dinastia seleucide.

## Biografia

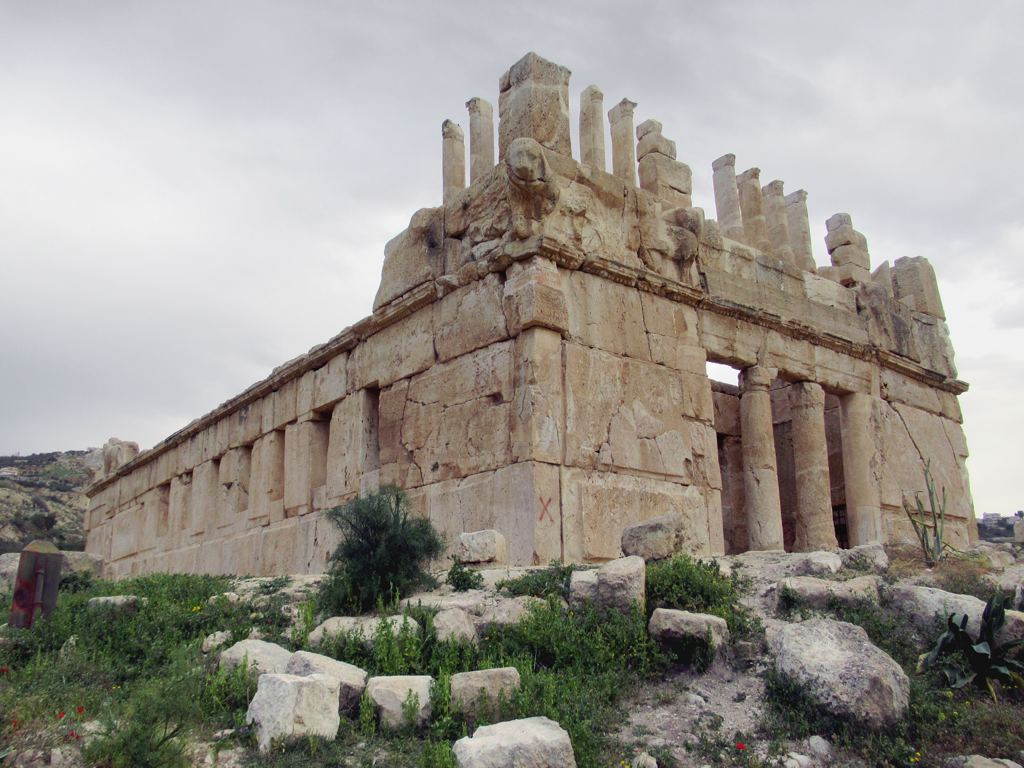
Palazzo Qasr al-Abd eretto da Ircano

La biografia di Ircano è nota soprattutto attraverso il libro XII delle Antichità giudaiche di Flavio Giuseppe. Era figlio di Giuseppe, a sua volta figlio di Tobia, cognato del sommo sacerdote Onia II e sostenitore della Dinastia tolemaica. Giuseppe, fautore di una politica "antiteocratica", avversa al potere del sommo sacerdozio, ed esattore delle tasse per la Siria e la Fenicia per conto dei Tolomei, era già padre di sette figli quando si unì in matrimonio con la propria nipote, figlia di suo fratello Solimio, e ne ebbe Ircano. Ircano mostrò fin dalla giovane età intelligenza e intraprendenza e divenne il preferito di Giuseppe, il che irritò ancora di più i suoi fratellastri. Inviato dal padre alla corte dei Tolomei ad Alessandria, Ircano seppe conquistare la benevolenza e del sovrano egizio (probabilmente Tolomeo III Evergete). Il successo di Ircano presso i Tolomei suscitò l'ira dei fratellastri i quali, al ritorno di Ircano in patria, gli tesero un agguato e cercarono di ucciderlo; Ircano uscì incolume dallo scontro ma, impaurito, decise di stabilire la sua dimora nell'Ammonitide, in Transgiordania. 
Dopo la morte del padre, divennero più frequenti contro di lui gli attacchi dei fratellastri, la maggior parte dei quali prese le parti dei nuovi signori seleucidi, per cui Ircano decise di stabilirsi definitivamente in Transgiordania e, per potersi difendere dagli attacchi dei fratellastri e degli Arabi della Transgiordania, fece costruire una fortezza agguerrita e sontuosa. Rafforzatosi, con l'appoggio dei Tolomei, nell'Ammonitide, Ircano riprese contatto con il sommo sacerdozio, divenuto filo-tolemaico, rinunciando così alla politica antisacerdotale tradizionale dei Tobiadi. Ircano rimase nella nuova residenza sette anni, fino cioè alla morte del sovrano seleucide Seleuco IV Filopatore e all'avvento del successore Antioco IV Epifane. Ircano, assediato da Antioco, si uccise